# Hotel Pod Orłem w Bydgoszczy

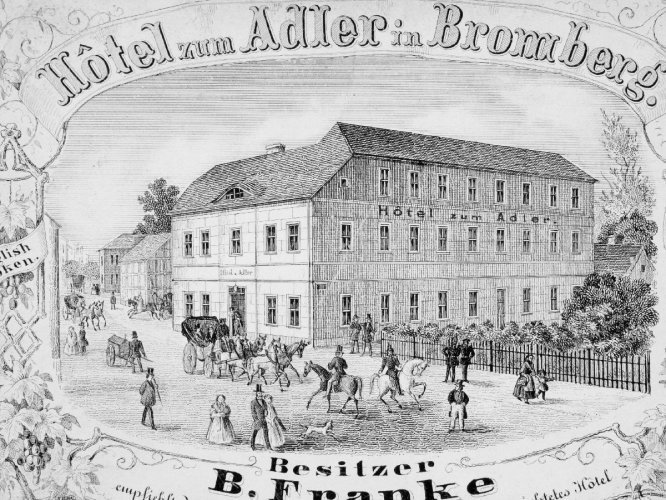
Budynek hotelu przed 1893 r.

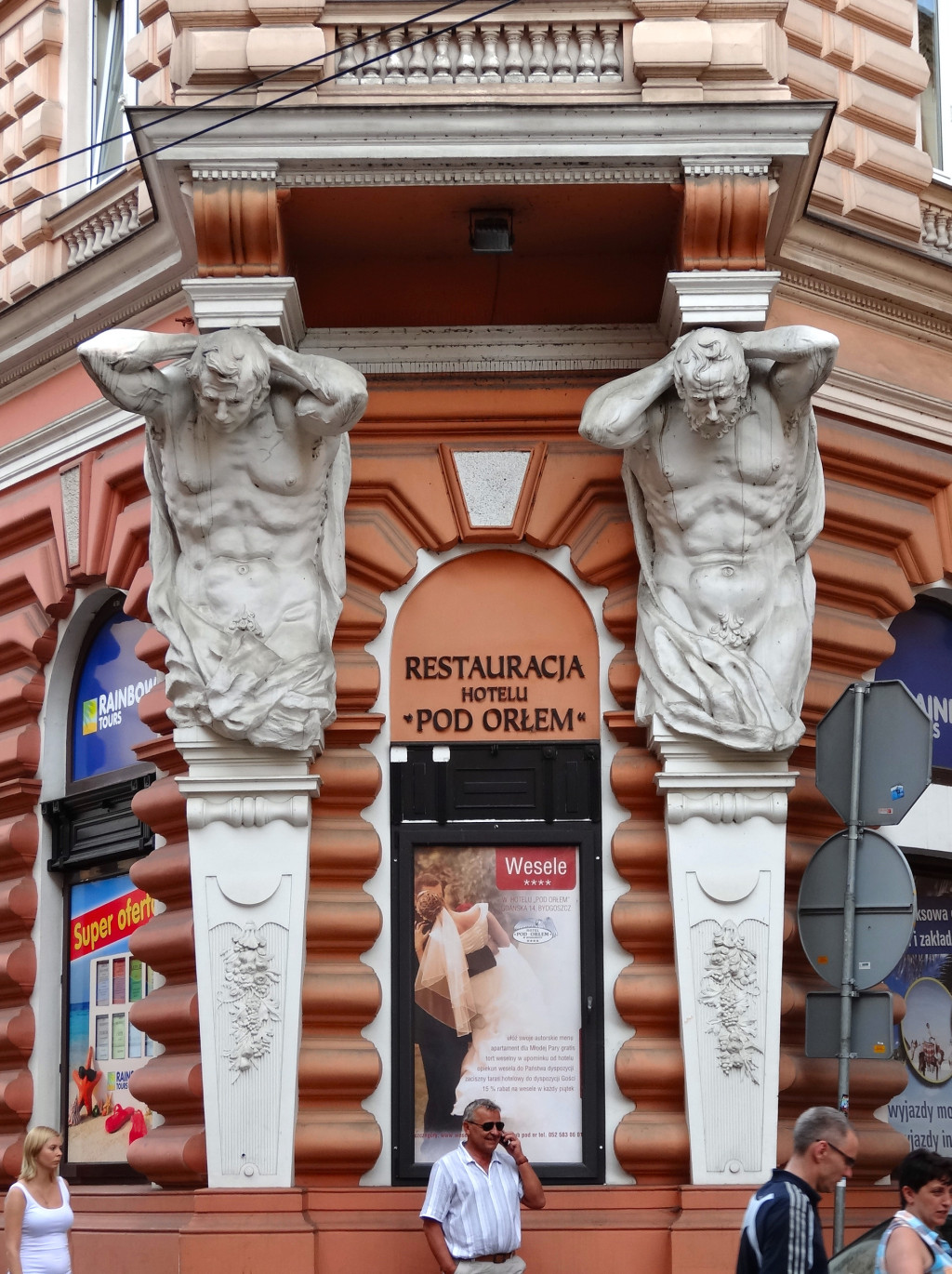
Przykład wystroju budynku – atlanci

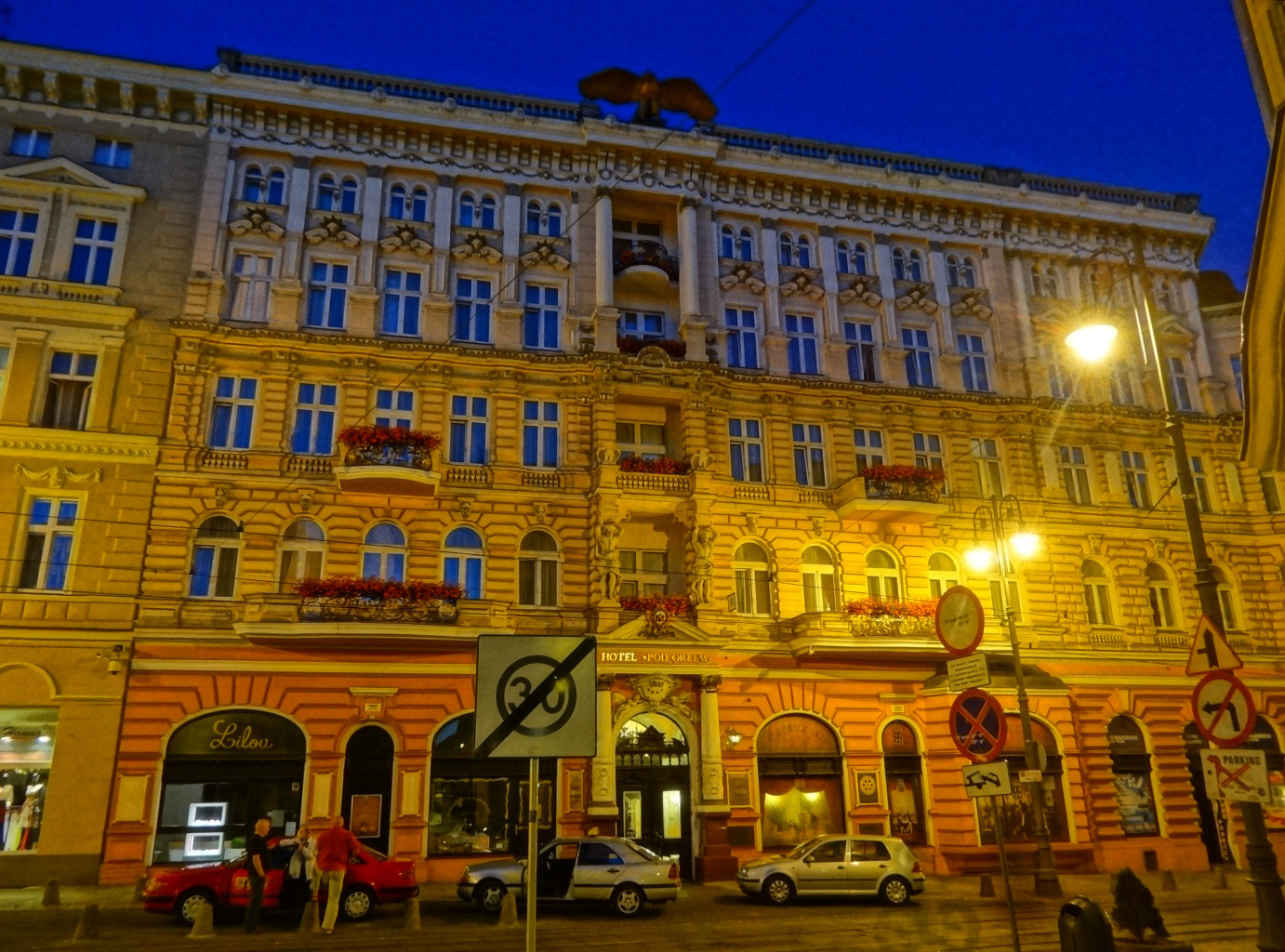

Hotel Pod Orłem – zabytkowy budynek hotelowy w Bydgoszczy przy ul. Gdańskiej 14.

## Położenie
Budynek stoi we wschodniej pierzei ul. Gdańskiej, przy skrzyżowaniu z ul. Dworcową. Obiekt posiada rzut litery „U” o nieregularnych i nierównych ramionach (jedno pod kątem ostrym). Od zachodu zamknięty jest ul. Gdańską, od południa ul. Parkową, od wschodu granicą parku Kazimierza Wielkiego, a od północy ścianą szczytową kamienicy nr 16 przy ul. Gdańskiej.

## Historia
Hotel „Pod Orłem” jest jednym z pierwszych hoteli wzniesionych na Przedmieściu Gdańskim. Już na początku XIX w. znajdował się tutaj zajazd należący do rodziny Gliszczyńskich. W 1822 stolarz Gliszczyński wzniósł obok starego zajazdu nowy budynek nazwany Hotelem „Pod Orłem” (niem. Gasthof zum Adler).
Około 1850 budynek wraz z parcelą kupił piekarz August Friedrich Bernhardt. Między rokiem 1875, a 1879 firmę przejął jego syn Emil Bernhardt, który wcześniej odbył w Szwajcarii przeszkolenie w zawodzie hotelarskim.
W 1880 Emil Bernhardt ożenił się z Luizą Müller, córką posiadacza ziemskiego z okolic Piły, która wniosła bardzo pokaźny posag. Prawdopodobnie część wiana żony przeznaczył na wzniesienie kamienicy przy ul. Gdańskiej 16, w którym siedzibę miała kawiarnia „Wiener Café”.
W 1893 Emil Bernhardt zlecił wykonanie projektu hotelu z prawdziwego zdarzenia znanemu bydgoskiemu budowniczemu Józefowi Święcickiemu. Ten zaprojektował monumentalny, bogato dekorowany gmach, nad którym rozpościerała skrzydła ogromna rzeźba orła.
Święcicki wzorował się na podobnych projektach w Berlinie i Monachium. Było to jego największe dotychczas dzieło architektoniczne. Podpis autora można znaleźć pomiędzy alegorycznymi głowami zdobiącymi fasadę, gdzie ukrył swój autoportret. Mógł to uczynić, gdyż rzeźby i sztukaterie pochodziły z jego własnej wytwórni.
Obiekt zbudowano w latach 1894–1896. Prace wykończeniowe we wnętrzach wykonywała firma znanego bydgoskiego przedsiębiorcy budowlanego Bruno Wiesego.
Budynek stał się największym i najnowocześniejszym hotelem w Bydgoszczy, olśniewającym podróżnych bogactwem fasady i reprezentacyjnych wnętrz.
W przyziemiu gmachu znajdowała się restauracja hotelowa o wspartym na kolumnach sklepieniu, z boazerią i malowidłami w podłuczach oraz piwiarnia urządzona na wzór monachijski – z niszami do siedzenia i ściennymi malowidłami. Od początku w budynku zamontowano elektryczne oświetlenie, ogrzewanie parowe i hydrauliczną windę.
Budynek łączył w sobie funkcje mieszkalne – zawierał 3 sześciopokojowe mieszkania o wysokim standardzie, hotelowe – pokoje gościnne oraz handlowo-usługowe – restaurację i sklepy. Komunikację między poszczególnymi częściami hotelu zapewniały 4 klatki schodowe oraz korytarze.
W 1899 hotel został wydzierżawiony berlińskiemu hotelarzowi Rudolfowi Trillhose, zaś w 1920 po włączeniu Bydgoszczy do Polski sprzedany za 1,25 mln ówczesnych marek spółce „Majewicz i S-ka”, zawiązanej przez hotelarza Majewicza i kupców Kosickich.
W okresie dwudziestolecia międzywojennego w budynku hotelu przeprowadzono modernizację. Odnowiono i zmieniono wystrój pokoi gościnnych, przebudowano salę restauracyjną dodając antresolę, nową boazerię i zmieniając jej wyposażenie. Również stare instalacje i windę zastąpiono nowymi. Przeróbki te dokonane zostały w 1926 pod kierunkiem bydgoskiego architekta Teofila Biernackiego. W międzywojniu w salach „Kolumnowej” i „Malinowej” odbywały się bale, rauty, koncerty muzyki kameralnej i rozrywkowej. Dużym powodzeniem cieszyły się bale karnawałowe: prawników, lekarzy, dziennikarzy, artystów. Sala „Kolumnowa” słynęła z codziennych koncertów muzyki popularnej, granych przez bydgoskie orkiestry, zaś restauracja „Pod Orłem” należała do najlepszych w mieście pod względem wystroju, wykwintnych dań i napojów. W latach 30. XX w. spotykała się w nim elita „Klubu Kanciastego Stołu”, a wśród nich: działacze kultury, dziennikarze i bydgoscy twórcy, m.in.: Teodor Gajewski, Adam Grzymała-Siedlecki, Arnold Grossmann, Konrad Fiedler, Jan Piechocki, Marian Turwid, Eugeniusz Wasilewski, Henryk Kuminek, Stanisław Leśniewski.
Podczas okupacji hitlerowskiej hotel został przemianowany na „Danziger Hof” i jego dyrektorem stał się Erich Blumm. W latach 1939–1945 dokonano przebudowy południowo-zachodniego narożnika budynku w związku z koniecznością poszerzenia ulicy Gdańskiej. Pomniejszono salę restauracyjną i utworzono w przyziemiu podcień – pasaż.
Po wkroczeniu do Bydgoszczy wojsk radzieckich budynek został początkowo przekazany dawnym właścicielom, którzy rozpoczęli działalność hotelową jako spółka jawna pod kierownictwem Stanisława Lipowicza. W październiku 1945 hotel upaństwowiono i przekazano w użytkowanie Towarzystwu Uniwersytetów Robotniczych. Po 1945 dokonano w budynku jeszcze kilku przeróbek, rozbierając między innymi attykę. W 1950 właścicielem hotelu „Pod Orłem” zostało Przedsiębiorstwo Państwowe „Orbis”.
Od 1974 obiekt znajduje się w rejestrze zabytków. W 1987 rozpoczęto generalny remont budynku, dzięki któremu w 1993 otrzymał nagrodę Ministra Kultury i Sztuki za najlepiej odrestaurowany obiekt o charakterze użytkowym.
Na początku lat 90. XX w. spadkobiercy rodziny Majewiczów i Kosickich zgłosili roszczenia reprywatyzacyjne, zasadne wobec niezgodnego z prawem odebrania hotelu spółce „Majewicz & Co” w 1945. Od 1 stycznia 1994 obiekt należał do Przedsiębiorstwa Hotelowego „Majewicz”, utworzonego przez osoby prywatne (51%), w tym spadkobierców przedwojennych właścicieli oraz „Orbis” S.A. (49%).
W 1995 hotelowi przyznano godło promocyjne „Teraz Polska”, a w 2003 znalazł się w pierwszej dwudziestce w rankingu hoteli najbardziej przyjaznych biznesmenom.
W 2016 roku Grupa Kapitałowa Immobile w Bydgoszczy poprzez spółkę zależną Kuchet uzgodniła przejęcie obiektu od dotychczasowych właścicieli od 2017, za kwotę ponad 16 mln zł.
Ostatecznie, w 2017 właścicielem została spółka Hotel Focus Premium Pod Orłem, należąca do Focus Hotels, której właścicielem jest Grupa Kapitałowa Immobile S.A.
Wśród gości hotelu znajdowały się takie postacie historyczne, jak Józef Piłsudski, Stanisław Wojciechowski, Józef Weyssenhoff czy Józef Haller. Do połowy 2017 r. z pomieszczeń hotelu korzystali bydgoscy rotarianie.
20 stycznia 2020, w stulecie przyłączenia Bydgoszczy do Polski, na elewacji hotelu odsłonięto tablicę upamiętniającą Józefa Piłsudskiego. Również w 2020 przeprowadzono remont obiektu (m.in. odrestaurowano mieszczącą restaurację Salę Kolumnową), przebudowę kuchni oraz przywrócenie historycznego wejścia do restauracji hotelowej (noszącej od 2021 nazwę "Gdańska 14") bezpośrednio z ulicy w miejscu wcześniejszych pomieszczeń biura podróży.

## Architektura
Gmach wzniesiono w stylu eklektycznym, nawiązującym do form baroku rzymskiego. Wśród licznych elementów zdobiących fasadę wyróżnia się umieszczona w zwieńczeniu, dużych rozmiarów rzeźba przedstawiająca symbol hotelu – orła z rozpostartymi skrzydłami.
Budynek posiada 5 kondygnacji i jest podpiwniczony. Składa się z korpusu głównego i dwóch skrzydeł: północnego i południowego.
Fasada hotelu „Pod Orłem” jest 14-osiowa. Przeważają w niej elementy horyzontalne-boniowanie, fryzy, gzymsy, balkony, attyka. Elementy te są zrównoważone przez akcent wertykalny w postaci ujętej w dekoracyjne rzeźby i kolumny wnęki przebiegającej przez całą wysokość fasady, na osi głównego wejścia.
Na wysokości I piętra znajduje się loggia z atlantami, po bokach, a na II piętrze dwie figury orłów. Okna III piętra zwieńczone są formą tympanonu z przedstawieniem głowy kobiecej na tle motywu solarnego. W narożniku południowo-zachodnim znajdują się na parterze pilastry hermowe z atlantami.
We wnętrzach zachowały się elementy secesyjnego wyposażenia. Wisząca stalowa klatka schodowa ze złoconymi poręczami, kolorowe witraże, klamki i kute poręcze hallu nadają hotelowi reprezentacyjny wygląd.
Hotel posiada kategorię czterogwiazdkową. W 2009 oferowano w nim 39 pokoi jedno- i 32 dwuosobowych oraz 4 luksusowe apartamenty. Znajduje się w nim restauracja „Kolumnowa” oraz 5 wielkofunkcyjnych sal, w których organizuje się bankiety, bale, konferencje i spotkania biznesowe. Do największych sal należą: Malinowa, Business Center i Rotariańska.

## Galeria

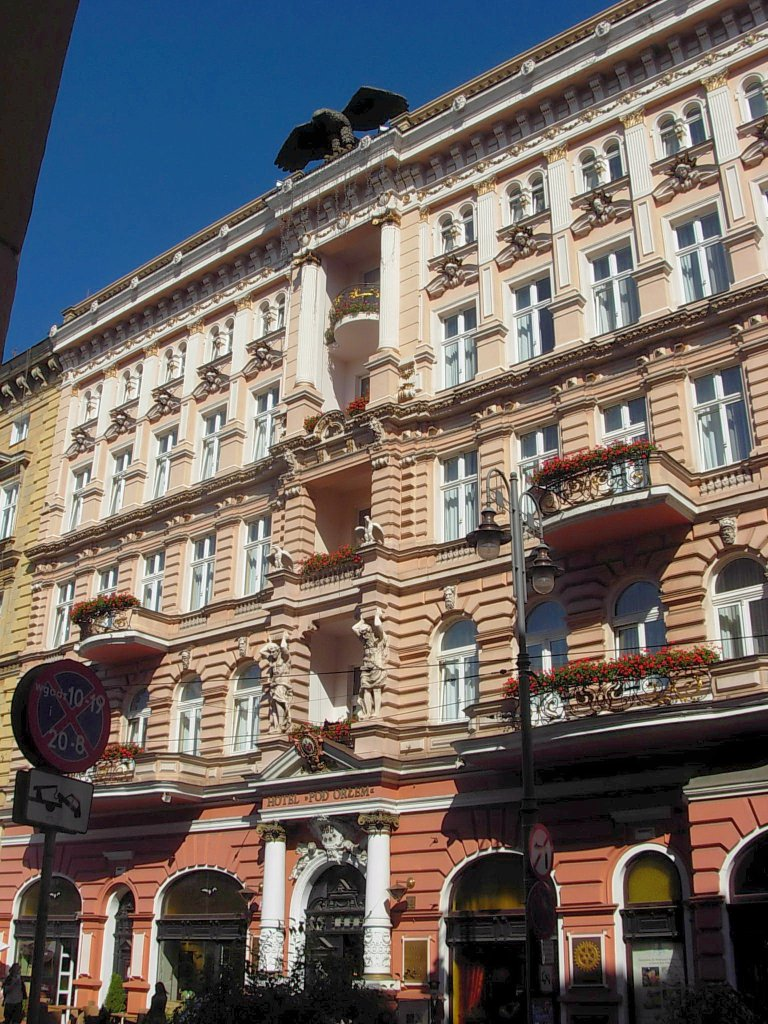
Widok z zachodu
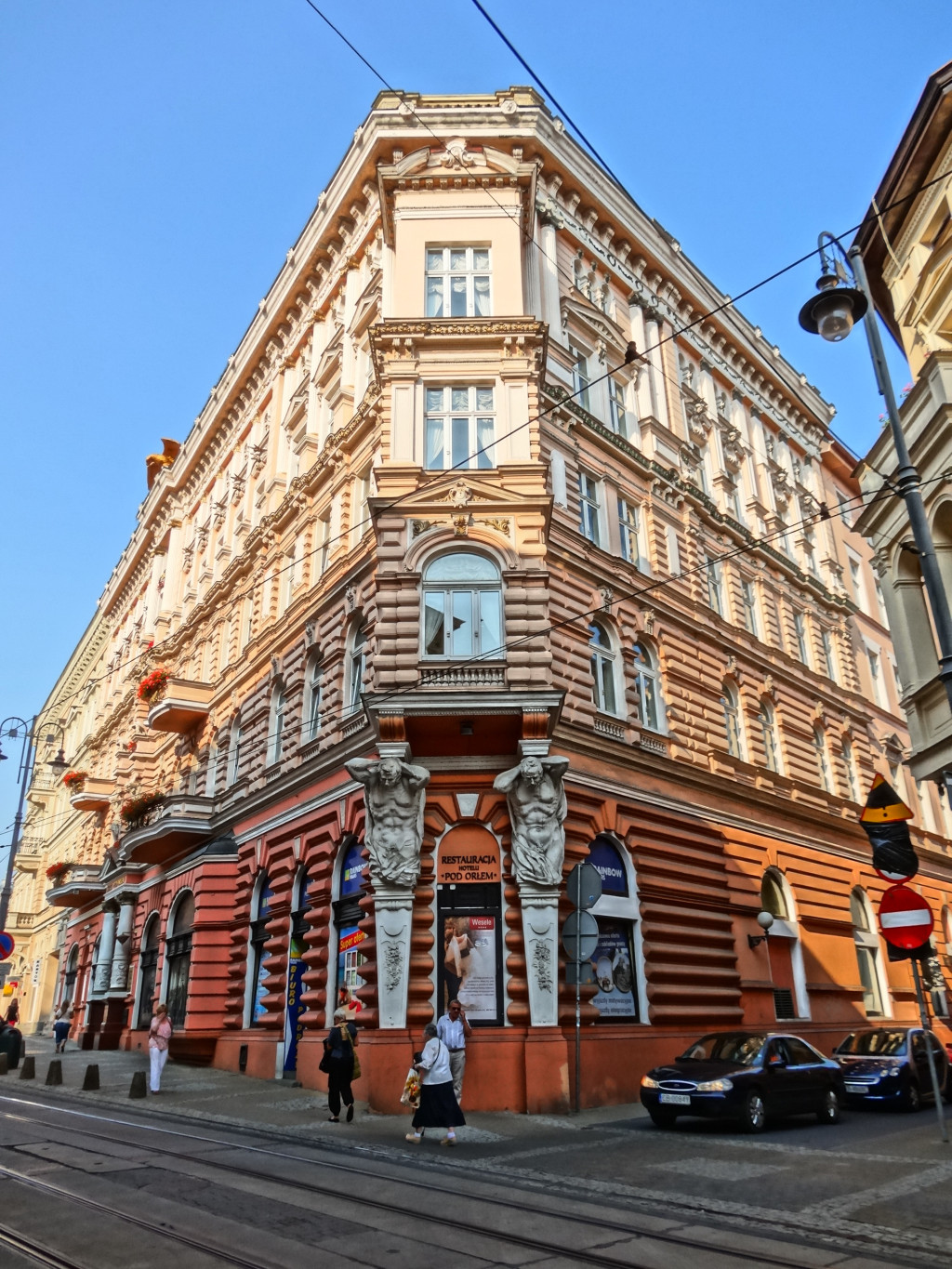
Widok z południa
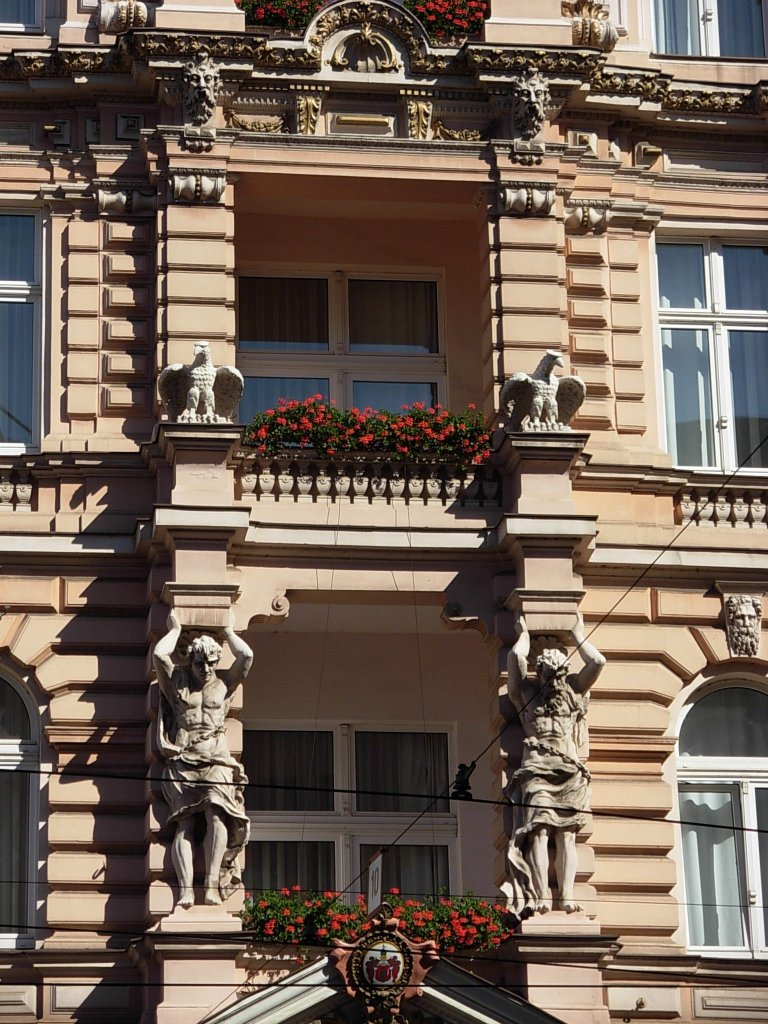
Rzeźby i ornamenty na elewacji
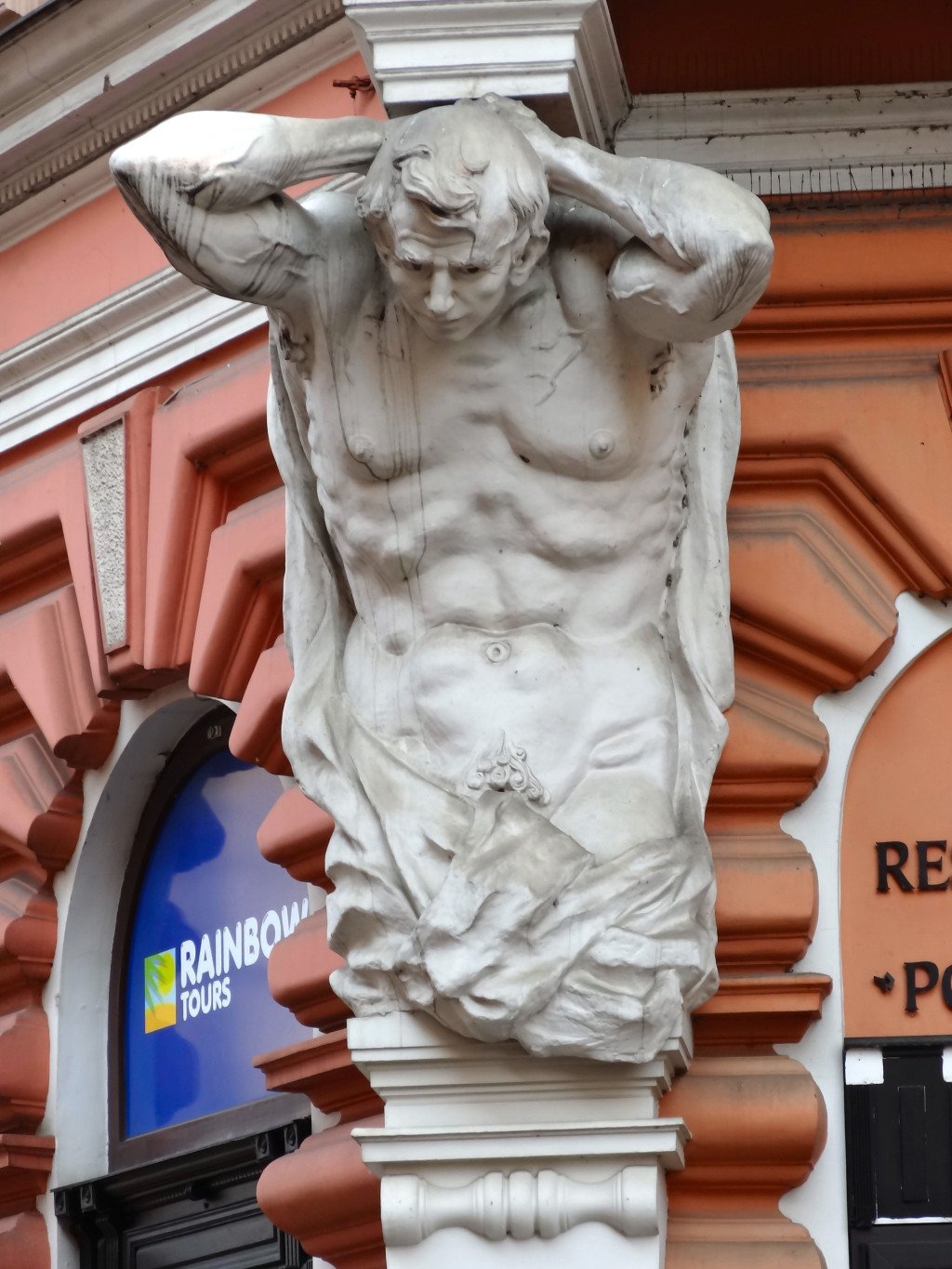
Jeden z atlantów
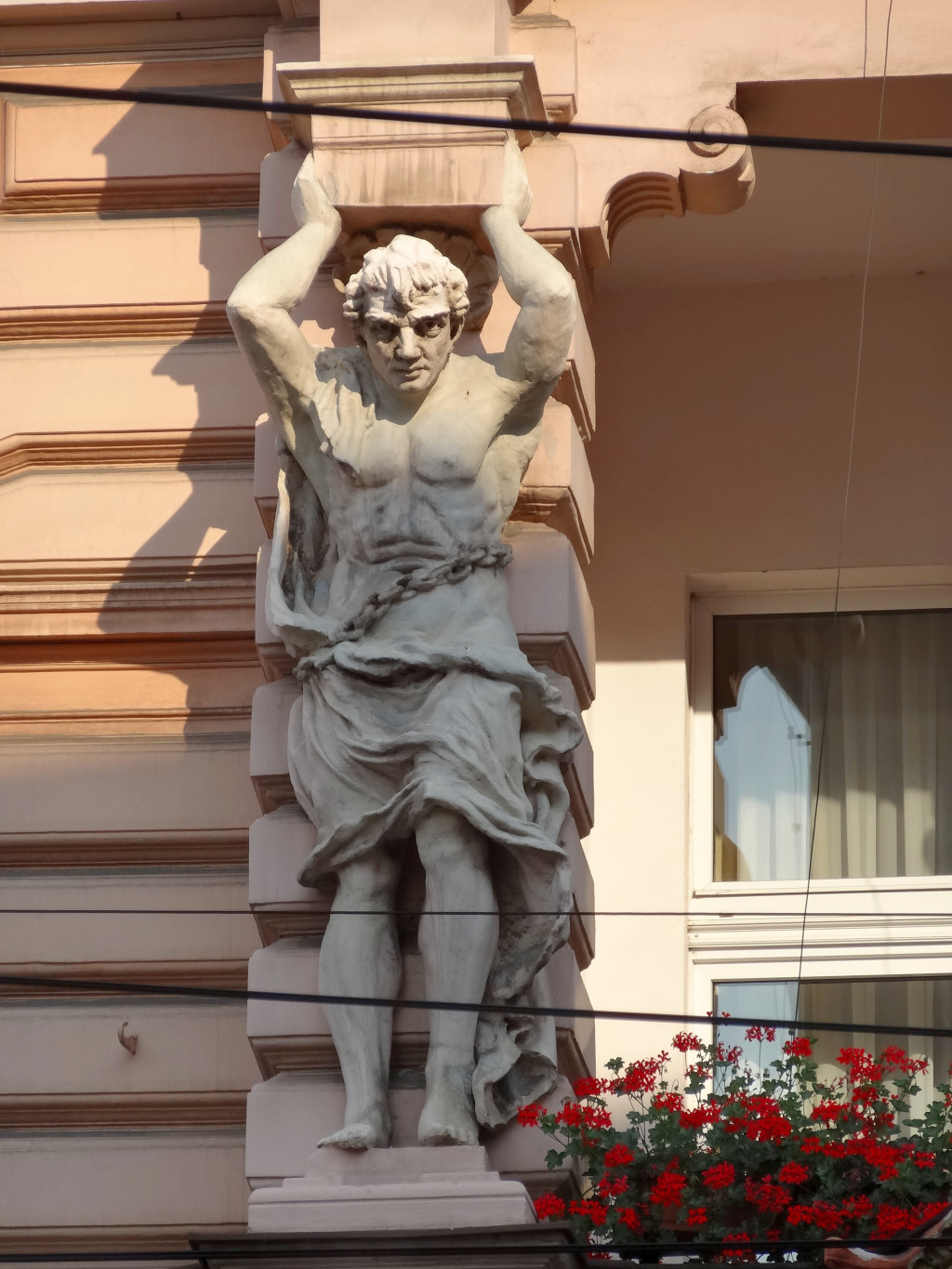
Atlant
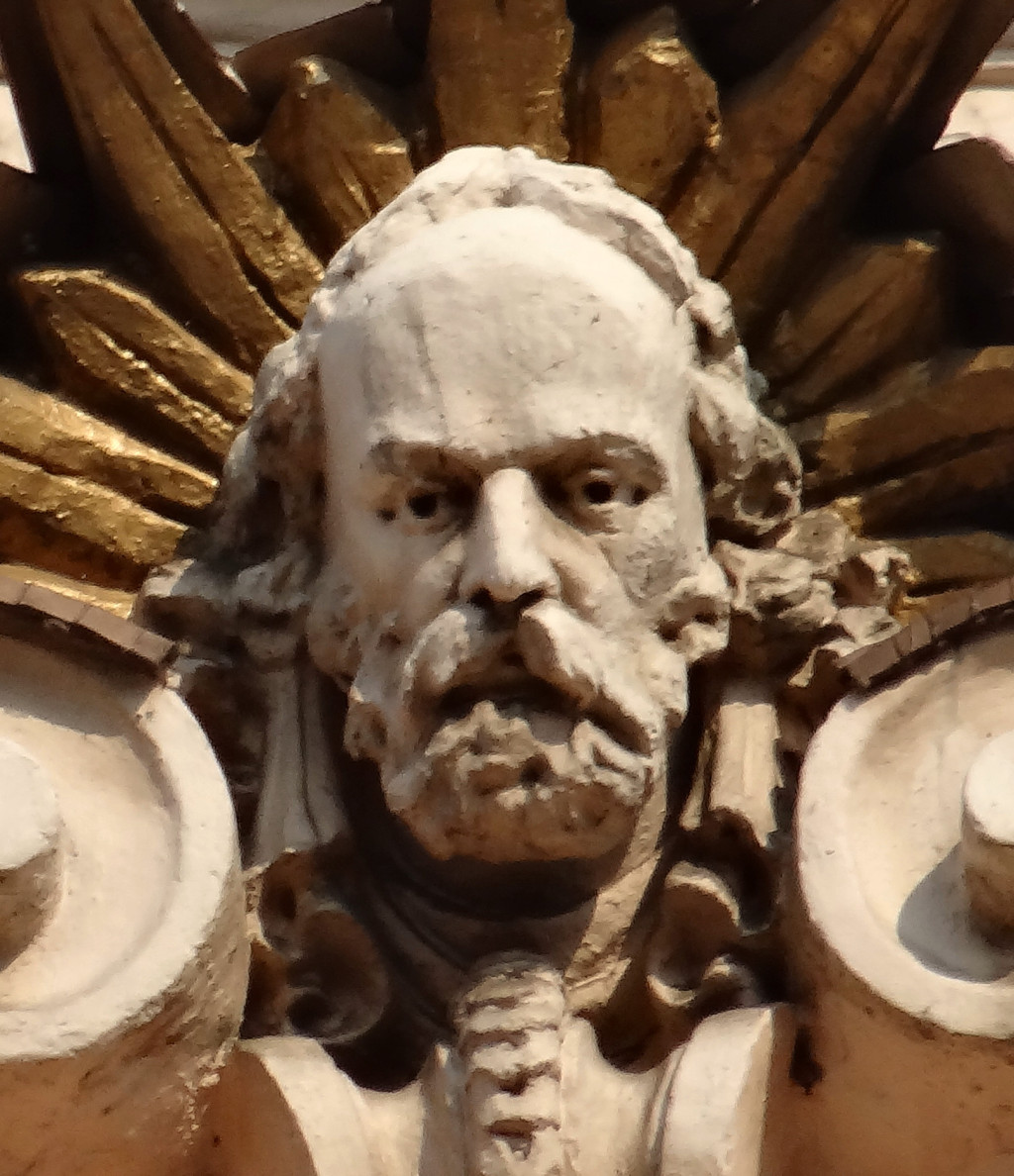
Głowa mężczyzny (prawdopodobnie o fizjonomii Józefa Święcickiego)
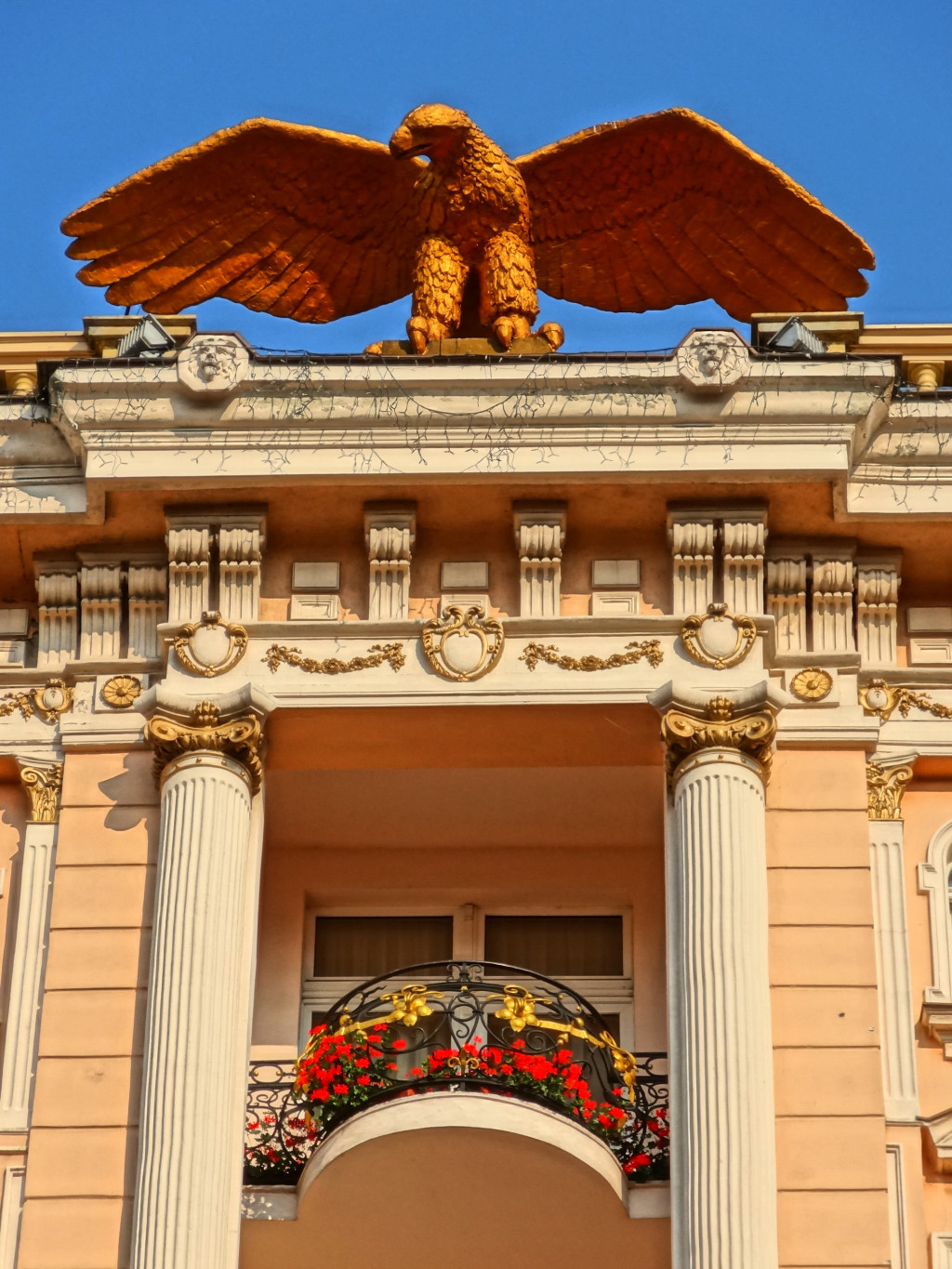
Orzeł
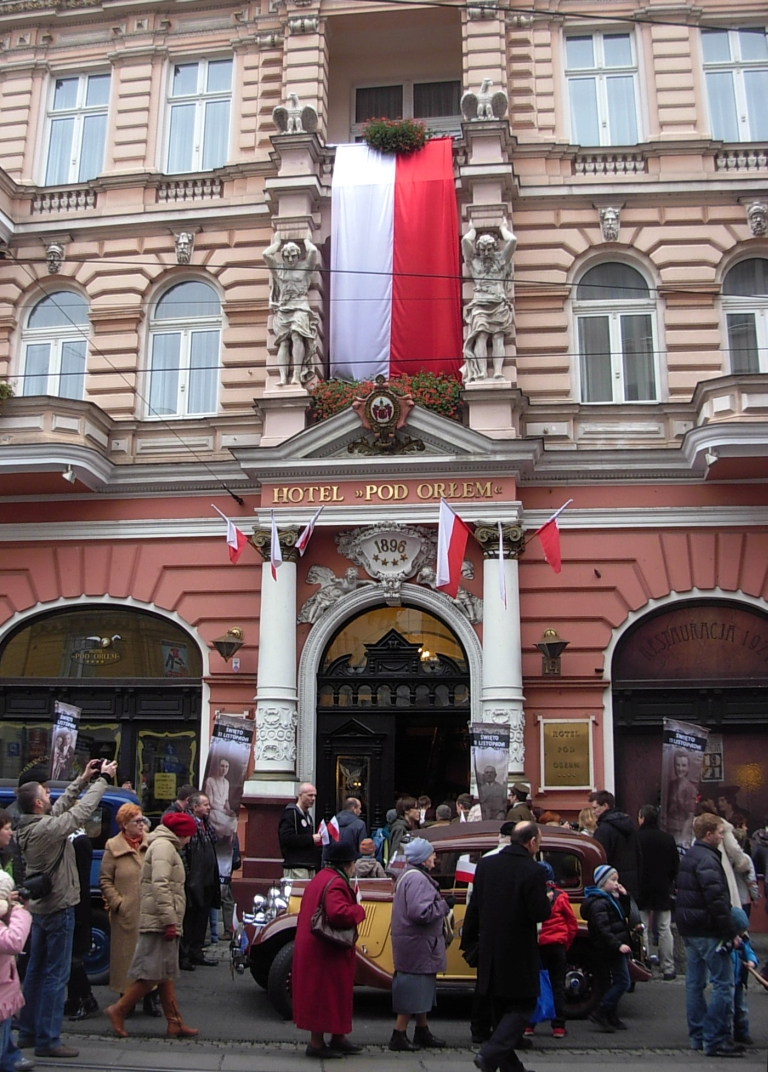
Portal podczas Święta Niepodległości
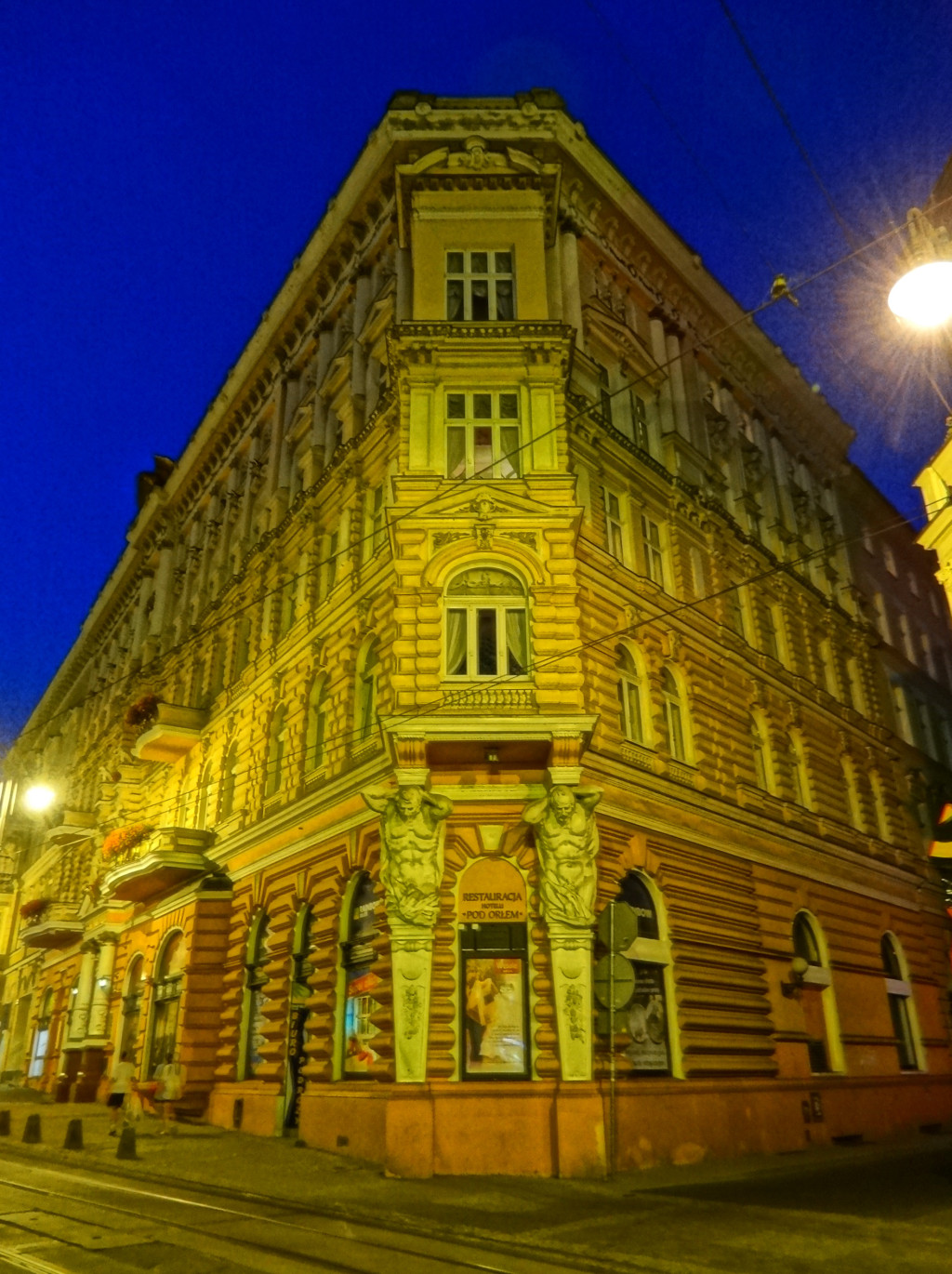
Hotel nocą
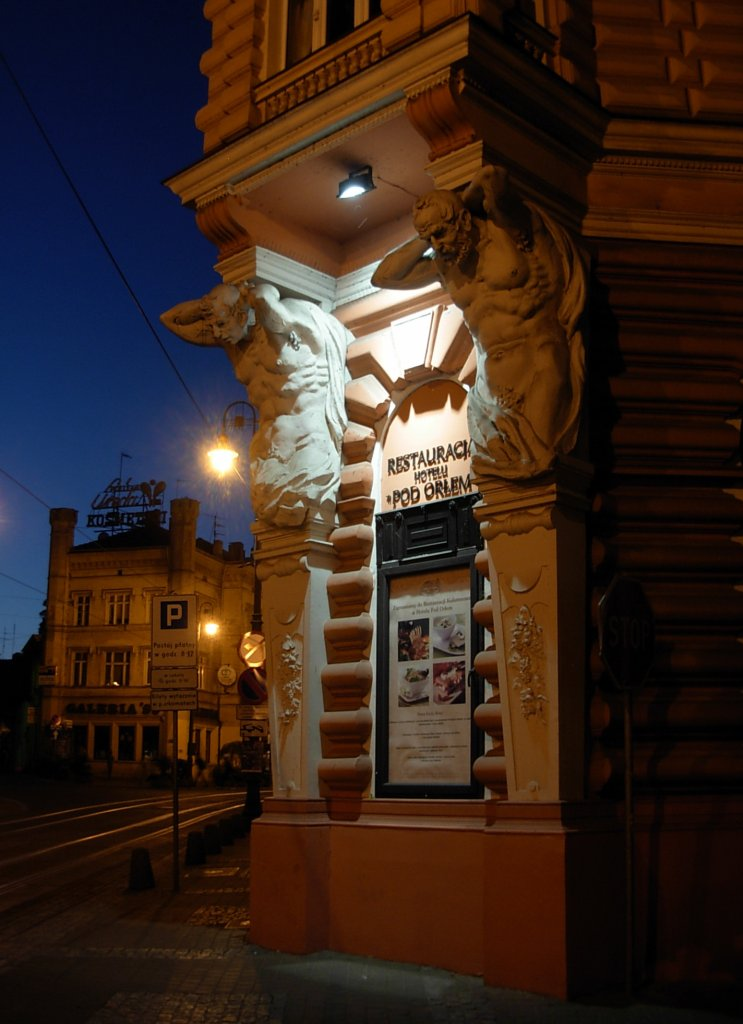
Figury Atlantów o zmierzchu
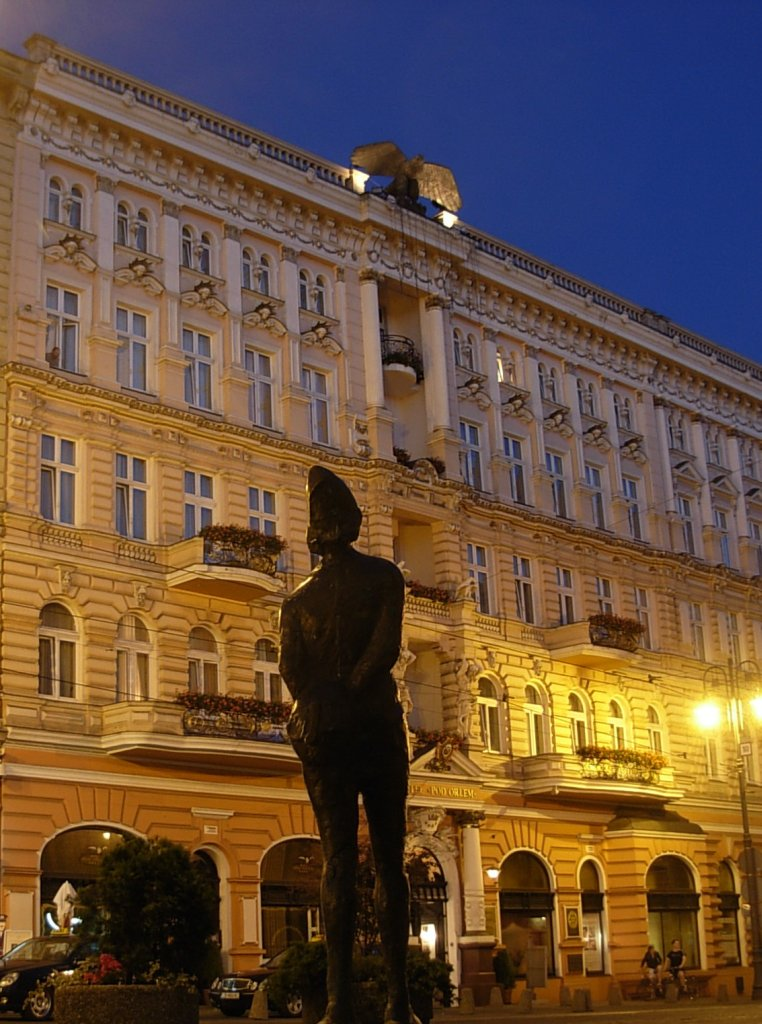
„Wędrowiec” przyglądający się elewacji budynku
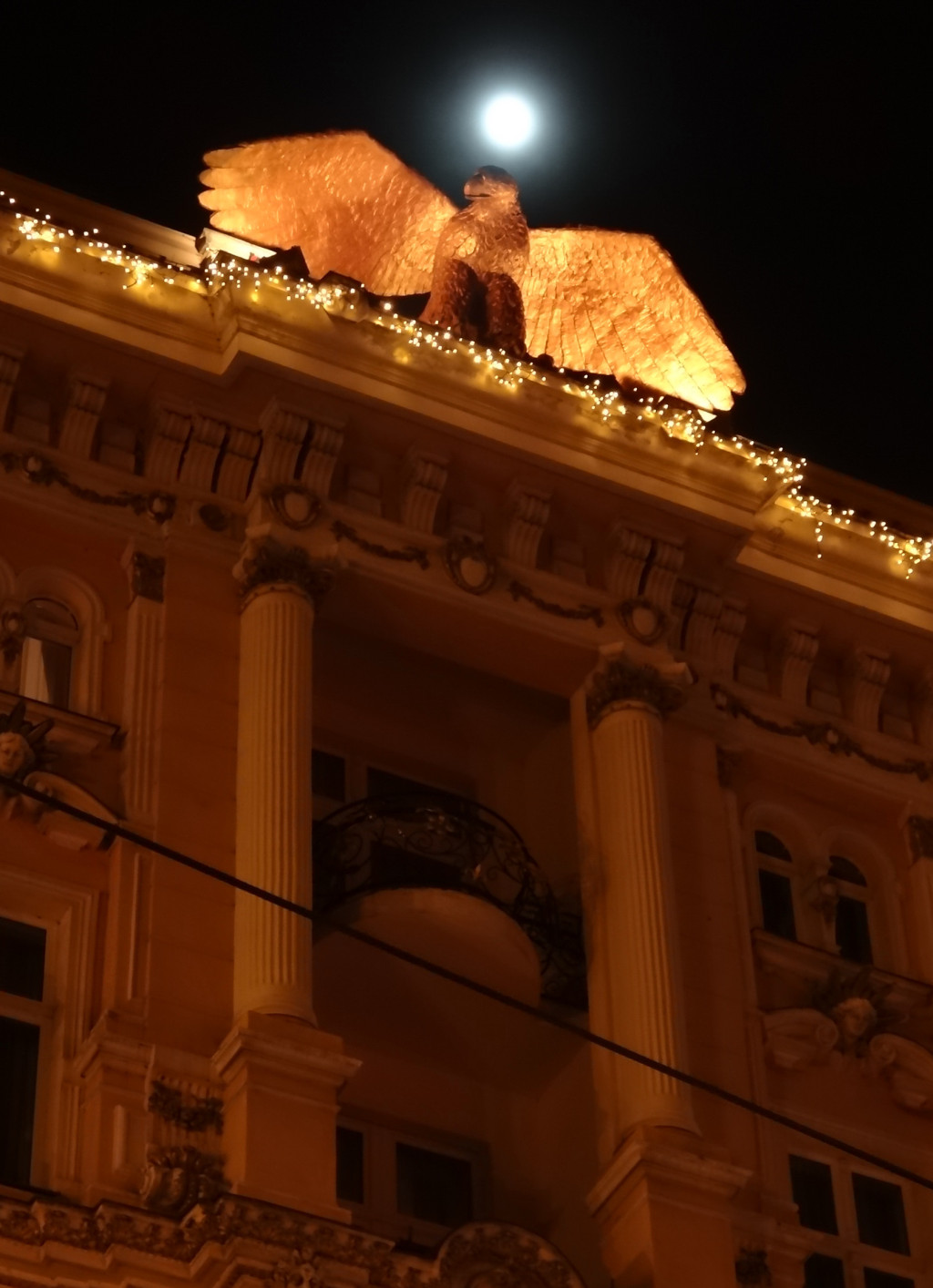
Orzeł nocą